# Далматин
Далмати́н, или далматская собака, — порода собак, выведенная в Хорватии. Название породы дала историческая область Далмация на Балканском полуострове.
Собаки, имеющие в окрасе пятна и очень похожие на современных далматинов, были известны ещё в древние времена, например, археологические раскопки в Греции позволили увидеть разнообразные картины, на которых, наряду с людьми, были изображены очень похожие на современных далматинов собаки. Далматины — достаточно активные собаки, требующие больших нагрузок и долгих прогулок на свежем воздухе.

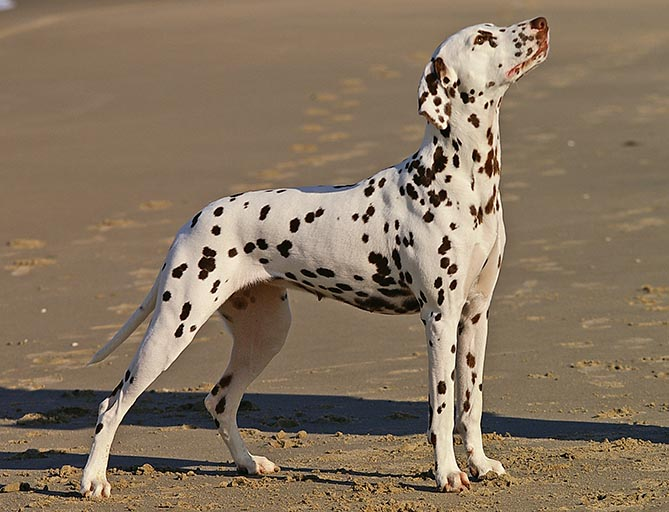
Коричневая далматинка

## Внешний вид
Далматин — достаточно крупная, сильная и выносливая собака, способная преодолевать большие расстояния. Пропорции тела гармоничны. Отношение длины корпуса к высоте в холке составляет 10:9, длина черепа и длина морды 1:1. Темперамент уравновешенный.

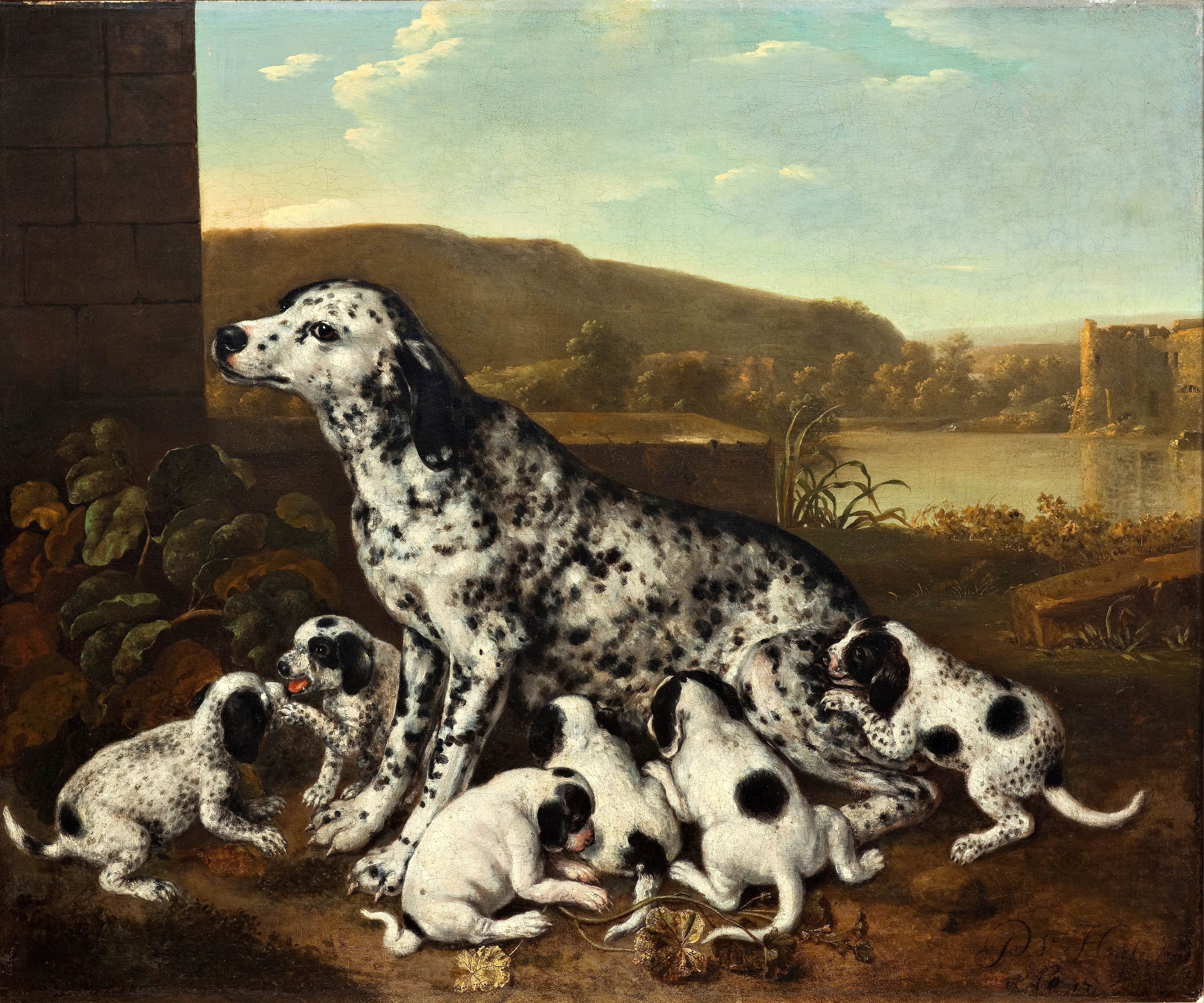
Далматинская собака с щенками. Картина Питера ван дер Хюлста, 1700

Нос у чёрно-пятнистых собак должен быть всегда чёрный, у коричнево-пятнистых — всегда коричневый. Губы не должны быть отвисшими, желательна полная их пигментация, хотя допускается и частичная. Челюсти сильные, с безупречным ножницеобразным прикусом. Желателен полный комплект из 42 зубов в соответствии с зубной формулой. Любое отклонение от правильного прикуса считается пороком, не позволяющим использовать собаку в племенном разведении.

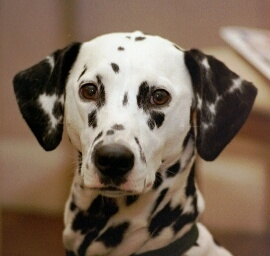

Глаза имеют тёмно-коричневый цвет, у чёрно-пятнистых собак светло-коричневый, иногда встречаются голубоглазые. У коричнево-пятнистых допускаются желтовато-коричневые оттенки. Обводка века сплошная, без разрывов и пятен. Веко должно прилегать к глазному яблоку.
Уши у собак этой породы посажены довольно высоко, среднего размера, широкие у основания, желательно пятнистые, но могут иметь мраморный рисунок, прилегают к щекам.
Хвост примерно достигает скакательного сустава, в спокойном состоянии держится вниз, в движении поднимается, но не должен закручиваться и держаться вертикально. На хвосте желательно наличие пятен.
Движения свободные, активные, с широким и длинным шагом. Если смотреть на собаку этой породы сзади, конечности должны двигаться совершенно параллельно, задние должны ступать в след передних. Короткий, семенящий шаг считается неправильным.
Шерсть густая, короткая и жёсткая, основной окрас белый, пятна по белому фону должны быть чёткими, круглыми (размерами с двухрублёвую монету), как можно более равномерно распределены, но могут сливаться друг с другом.
Как и любая гладкошерстная собака, линяет круглый год. При этом окрас может меняться. Далматин чистоплотен, не имеет запаха «псины».
Высота в холке кобелей составляет примерно 56—62 см, сук — 54—60 см. Масса тела — приблизительно 24—32 кг.

## Щенки

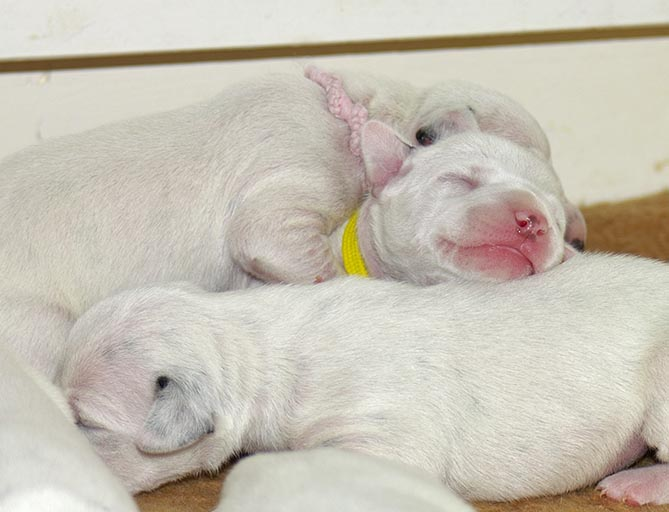
Новорожденные щенки далматина
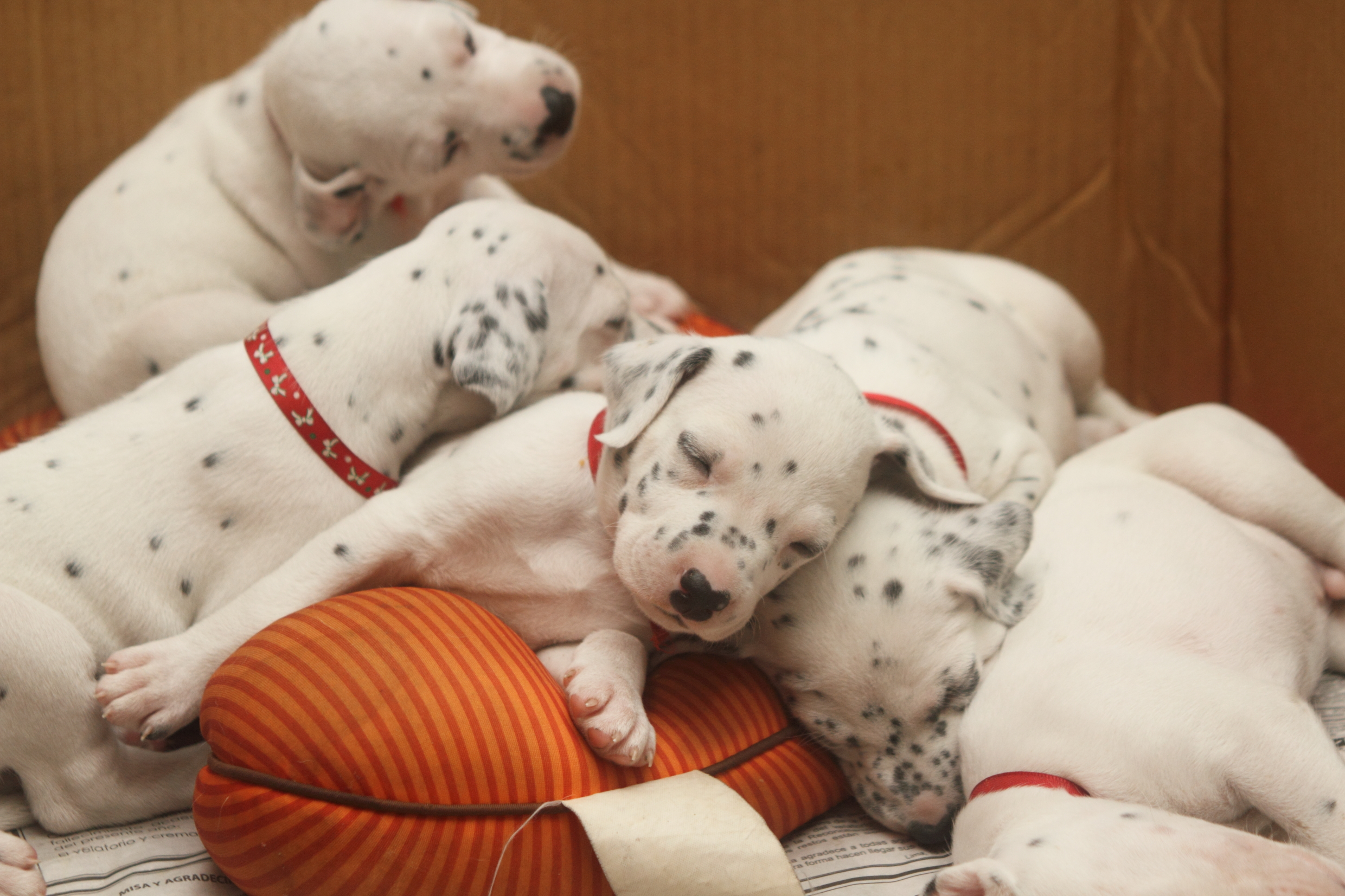
Щенки далматина, трёхнедельный возраст, пятна начинают появляться
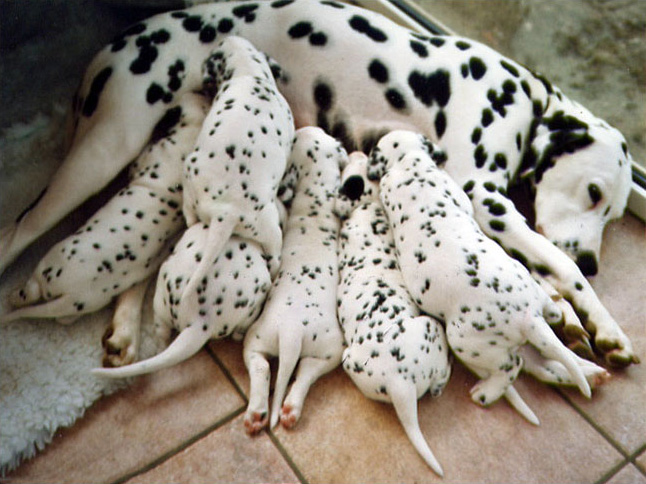
Щенки в возрасте четырёх-пяти недель
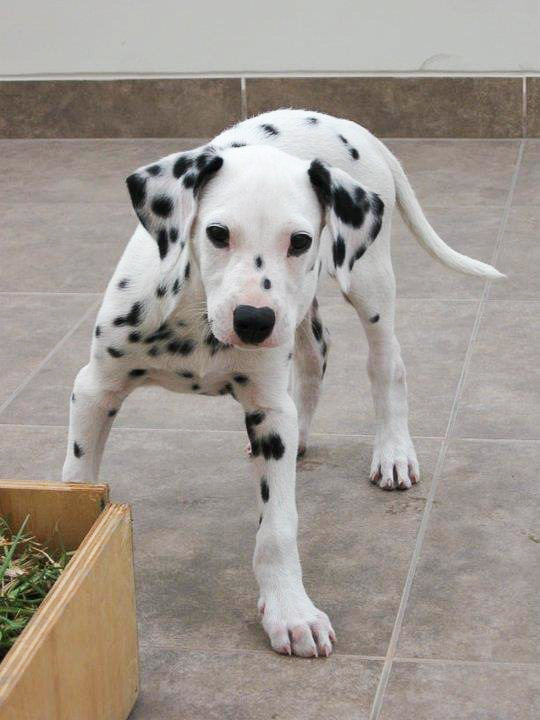
Трёхмесячный далматин
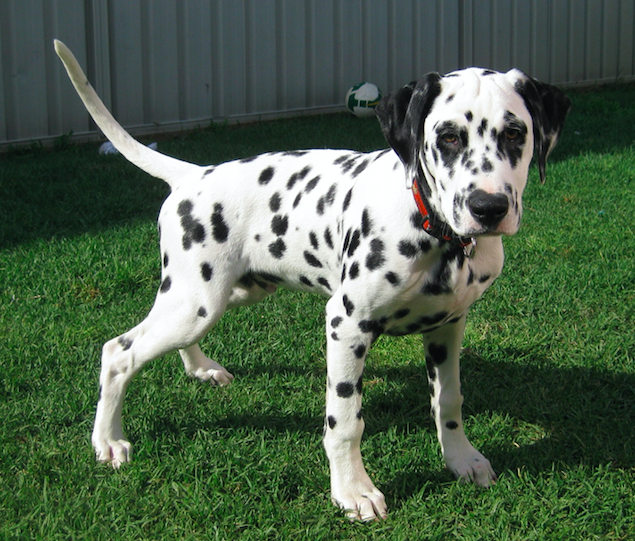
Четырёхмесячный далматин